# Президент на Казахстан
Президентът на Казахстан (на казахски: Қазақстан Республикасының Президенті) е държавният глава, върховен главнокомандващ въоръжените сили на Република Казахстан.
Това е най-високата длъжност в страната. Правомощията на този пост са описани в специален раздел от Конституцията на Казахстан. Длъжността е създадена като президент на Казахската ССР на 24 април 1990 г. – година преди разпадането на Съветския съюз.
Някои официални представители на западни страни и международни наблюдатели не считат президентските избори, проведени в страната, за свободни и честни поради отбелязани отделни проблеми, включително забрана за гласуване, множествено гласуване, тормоз на кандидати от опозицията и цензура на пресата.
Първият президент на страната, управлявал от 1990 до 2019 г., е Нурсултан Назарбаев, който подава оставка на 20 март 2019 г. Съгласно Конституцията на страната, считано от същата дата, председателят на Сената на парламента Касъм-Жомарт Токаев заема длъжността президент на Казахстан до края на срока на мандата на предишния президент. Следващите избори трябва да се проведат през 2020 г.

## Президенти на Казахстан
| № | Име        | Име                         | Мандат    | Политическа партия | Политическа партия |
| - | ---------- | --------------------------- | --------- | ------------------ | ------------------ |
| 1 |            | Нурсултан Назарбаев (1940–) | 1990–2019 |                    | Нур Отан           |
| 2 |            | Касъм-Жомарт Токаев (1953–) | 2019–     |                    | Аманат             |
| 2 | Безпартиен | Касъм-Жомарт Токаев (1953–) | 2019–     |                    |                    |